# Bandar Imam
Bandar Imam este un oraș din Iran.